# Albizia corniculata
Albizia corniculata är en ärtväxtart som först beskrevs av João de Loureiro, och fick sitt nu gällande namn av George Claridge Druce. Albizia corniculata ingår i släktet Albizia och familjen ärtväxter. Inga underarter finns listade i Catalogue of Life.